# 新ドラキュラ/悪魔の儀式
『新ドラキュラ／悪魔の儀式』（原題： The Satanic Rites of Dracula）
は1973年にイギリスのハマー・フィルム・プロダクションが製作したホラー映画。戦後ホラーの黄金コンビとされるクリストファー・リーとピーター・カッシングとの共演作。前年公開の『ドラキュラ'72』の続編で、ドラキュラ伯爵が製作当時の現代ロンドンに甦り、悪の秘密組織を編成、ヴァン・ヘルシングの子孫と対決する異色作である。監督アラン・ギブソン。

## ストーリー

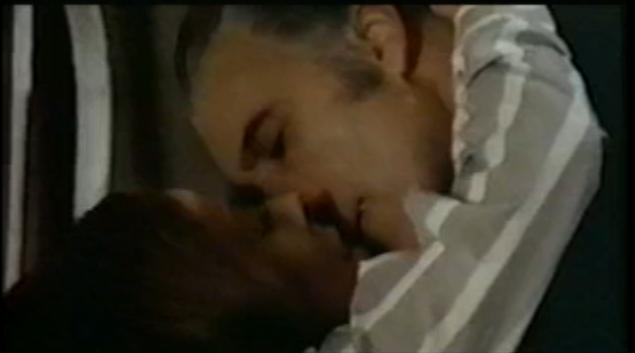
映画の1シーン

ロンドンのペラムハウスでは夜毎怪しげな儀式が行われており、政府や軍の高官、財界の大物や高名な学者も参加していた。
情報部から捜査を依頼されたスコットランドヤードのマレー警部は、かつて共にドラキュラと闘ったオカルトの権威、ロリマー・ヴァン・ヘルシング教授に協力を依頼する。儀式に旧友である細菌学の権威キーリー教授が参加していることを知ったヘルシングは彼を訪ねるが、キーリーは殺され、彼が開発した強力な殺傷力を持つペスト菌は何者かに持ち去られた。
事件の背後に吸血鬼の気配を感じたヘルシングは、2年前にドラキュラを滅ぼした教会の跡地を訪れるが、そこはデナム企業のビルになっていた。

## 概要
本作は戦後の名門ホラーメーカーであるハマー・フィルム・プロダクションの作品群でも最も人気の高い、『吸血鬼ドラキュラ』（1958年）を第1作とするドラキュラシリーズの第8作にあたり、第7作『ドラキュラ'72』の続編である。前作に引き続きドラキュラ＝クリストファー・リーとヘルシング＝ピーター・カッシングの、この役柄では3度目で、最後となる共演が実現している。
ストーリー上は前作から2年後を描いた直接の続編であるが、1972年当時の若者風俗に焦点を当てた前作とは趣を変え、再び復活したドラキュラが怪しげな秘密組織を編成し、細菌兵器による人類抹殺を企むという、スパイ映画のような展開になっている。
監督のアラン・ギブソン、主演のリーやカッシングに加え、ヘルシングと共闘するマレー警部役のマイケル・コールズも前作から続投しているが、ヘルシングの娘ジェシカはステファニー・ピーチャムからジョアンナ・ラムレイに交代している。
リーは本作を最後にドラキュラ引退を表明し、ハマー作品で7度演じた当たり役と決別した。ハマー・フィルムは続いて香港のショウ・ブラザーズと共同で20世紀初頭の中国を舞台とした『ドラゴンVS.7人の吸血鬼』を制作し、カッシングは引き続きヘルシング役で出演するが、ドラキュラ役にはジョン・フォーブス・ロバートソンが起用された。

## キャスト
| 役名               | 俳優                       | 日本語吹替                          |
| 役名               | 俳優                       | フジテレビ版                        |
| ------------------ | -------------------------- | ----------------------------------- |
| ドラキュラ伯爵     | クリストファー・リー       | 家弓家正                            |
| ヴァン・ヘルシング | ピーター・カッシング       | 千葉耕市                            |
| トレンス           | ウィリアム・フランクリン   | 小林勝彦                            |
| マレー警部         | マイケル・コールズ         | 井上真樹夫                          |
| ジェシカ           | ジョアンナ・ラムレイ       | 藤田淑子                            |
| チンヤン           | バーバラ・ユー・リン       | 浦川麗子                            |
| キーリー教授       | フレディ・ジョーンズ       | 滝口順平                            |
| マシューズ部長     | リチャード・ヴァーノン     | 宮川洋一                            |
| ジェーン           | ヴァレリー・ヴァン・オスト | 中川まり子                          |
| ハンソン           | モーリス・オコーネル       | 飯塚昭三                            |
| ポーター           | リチャード・マシューズ     | 辻村真人                            |
| キャラダイン       | パトリック・バー           | 藤城裕士                            |
|                    |                            |                                     |
| 演出               | 演出                       | 斎藤敏夫                            |
| 翻訳               | 翻訳                       | 佐藤一公                            |
| 効果               | 効果                       | 遠藤堯雄                            |
| 調整               | 調整                       | 遠矢征男                            |
| 制作               | 制作                       | 東北新社                            |
| 解説               | 解説                       | 高島忠夫                            |
| 初回放送           | 初回放送                   | 1977年8月5日 『ゴールデン洋画劇場』 |